# Fino a prova contraria
Fino a prova contraria (True Crime) è un film del 1999 diretto ed interpretato da Clint Eastwood, tratto dal romanzo Prima di mezzanotte di Andrew Klavan.

## Trama
Il film si dipana intorno alla storia personale di Everett, un giornalista appena uscito dal buco nero dell'alcolismo, che sostituisce una sua collega di lavoro, morta in un incidente d'auto la sera prima, nel compito di scrivere un articolo umano sulla condanna a morte e prossima esecuzione (allo scadere della mezzanotte) di Frank Beechum.
Il giornalista però trova tutta una serie di circostanze e dettagli non approfonditi né dalla polizia né dal pubblico ministero, i quali lo portano a pensare che Beechum non sia il vero colpevole; in particolare viene colpito dal fatto che sulla scena sia presente un altro giovane, ma che questi non sia stato preso in considerazione nella lista dei sospetti.
Dopo tutta una serie di colpi di scena (compreso il licenziamento dello stesso Everett e la decisione di divorziare presa dalla moglie) il giornalista riesce a risalire all'identità dell'altro giovane e infine a provare l'innocenza di Beechum: è un particolare pendente appeso al collo della nonna del giovane, che nel frattempo è stato ucciso, e che apparteneva precedentemente proprio alla vittima.
A questa rivelazione segue una lunga scena divisa tra il tentativo di Everett di raggiungere il governatore, per poter fermare l'esecuzione, e l'esecuzione stessa.
La scena finale vede un Everett licenziato, "senza casa", ma candidato al Pulitzer, che compra un regalo per la figlia e incontra, appena uscito dal negozio, lo stesso Beechum, salvato proprio all'ultimo secondo.

## Colonna sonora
La canzone presente nei titoli di coda è "Why Should I Care?" interpretata da  Diana Krall e composta da Clint Eastwood.

## Accoglienza
Nella prima settimana di apertura il film ha incassato 5.276.109 di dollari negli Stati Uniti: in totale, sempre negli Stati Uniti, ha incassato complessivamente 16.649.768 di dollari, su un budget di 55.000.000.

## Distribuzione
In Italia è uscito il 30 aprile 1999, ed è stato trasmesso per la prima volta in chiaro il 3 febbraio 2002 su Rete 4.